# Náropa
Náropa (1016 – 1100), též Narópa, byl velký indický učenec, se svým učitelem Tilopou patřili k největším mahásiddhům. Je považován za druhého nástupce v buddhistické linii Karma Kagjü.
Náropa nastoupil do kláštera v Nálandě ve 28 letech. Začal studovat sútry a tantry. Brzy se stal známým pro svou učenost. Brzy dosáhl v klášteře vysokého postavení.
Jednoho dne, když byl ponořen ve svém studiu, ho navštívila jedna z Dákyní. Od ní se Náropa dozvěděl o velkém učenci jménem Tilopa, jenž jako jediný zná pro Náropu to pravé učení. Náropa proto opustil klášter a vydal se ho hledat. Když ho našel, Tilopa jej přijal za svého žáka a Náropa musel podstoupit 12 velkých a 12 menších zkoušek. U každé zkoušky málem přišel o život. Tilopa, učitel mahámudry v hmotném světě, předal toto učení Náropovi. Ten si osvojil i cvičební metody, pojmenované po něm Náro-čhödug, neboli „Šest učení Náropy“. Náropův žák Marpa Čhökji Lodö obě nauky později přenesl do Tibetu, kde se staly jádrem učení školy Kagjüpy.